# アレキサンダー・マックイーン
アレキサンダー・マックイーン（英語: Alexander McQUEEN、1969年3月17日 - 2010年2月11日）は、20世紀から21世紀初頭期にかけて活動したイギリスのファッションデザイナー。自身の名を冠したファッションブランド「アレキサンダー・マックイーン」（1992年設立）はイギリスを代表するファッションブランドとなっている。型にはまらないデザインと衝撃を与える手法で知られていた。その劇的なデザインは幾多の賞賛を受け、ビョーク、レディー・ガガ、リアーナなどの前衛的なファッション・スタイルをもつ顧客を抱えていたほか、ブリティッシュ・デザイナー・オブ・ザ・イヤーを4度にわたって受賞した。

## 来歴
ロンドンの下町に6人兄弟の末っ子として出生。父はタクシー運転手。16歳で学校を辞め、サヴィル・ローのテーラーにアシスタントとして雇われた。その後イタリアのロメオ・ジリのアトリエに勤務したが、後に再びロンドンへ戻りセントラル・セント・マーチンズの修士コースで学ぶ。
1992年、セントラル・セント・マーチンズの卒業コレクションの時に、「ヴォーグ」のエディターでスタイリストとしても知られていたイザベラ・ブロウの目に留まったことがきっかけでデビューが決定した。この時ブロウは、マックイーンがまだ無名の存在であったにもかかわらず、彼の卒業コレクションを5,000ポンドという破格の値段で全て買い取ったという。
1996年にロンドンコレクションに参加。同じ年ジバンシーのデザイナーに抜擢されるが、2000年12月、「マックイーン社」株の51％をグッチグループに売却。これが原因で、LVMHの傘下にあるジバンシー社とは仲違いをする。2001年10月の契約期限完了とともにデザイナーを更迭された。 
自身のブランドのファーストラインの他にセカンドラインとしての「マックキュー（McQ）」に加え、プーマとのコラボレーションでスニーカーのデザインも行っていた。

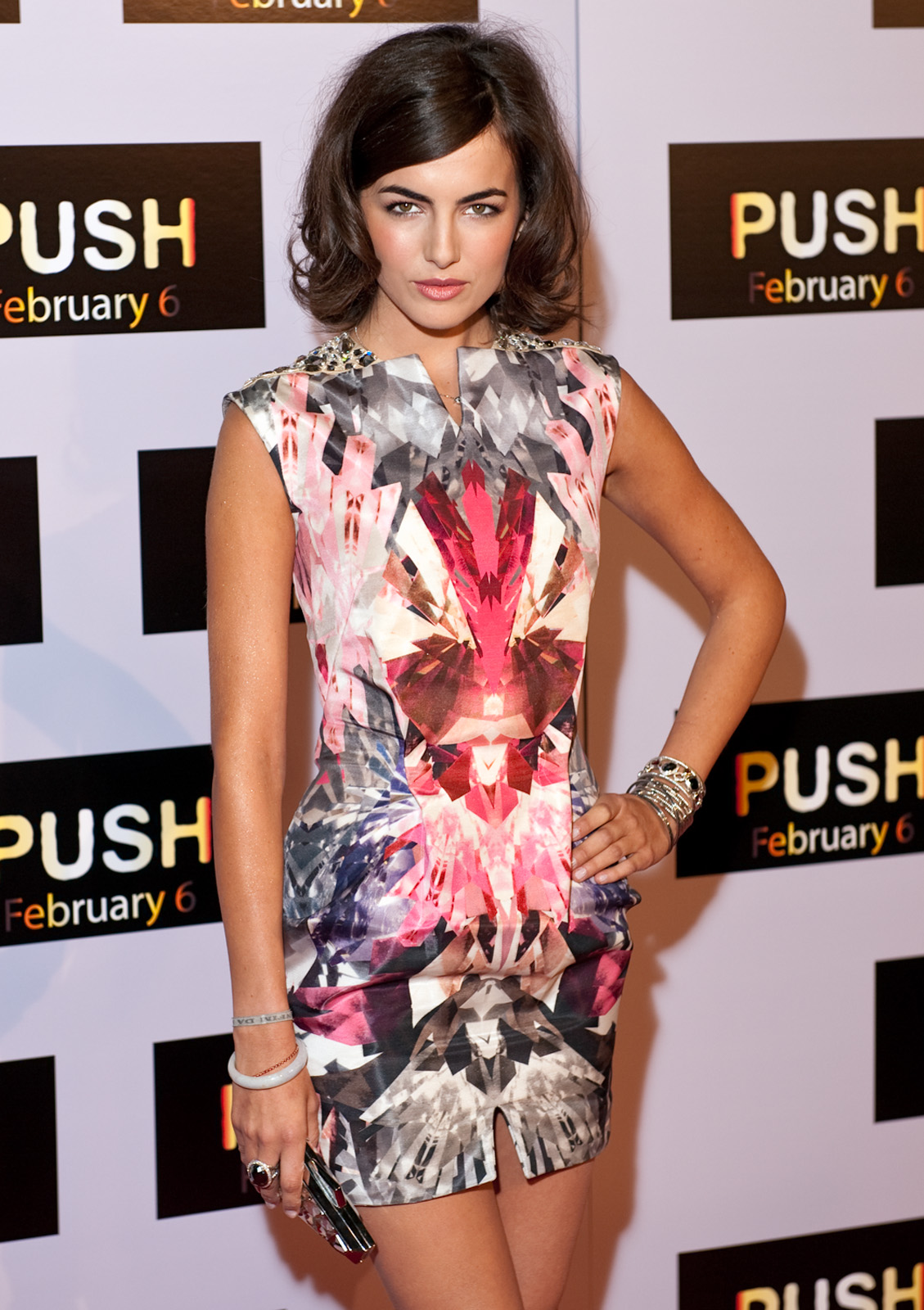
2009年のコレクションから

ケイト・モスは良き友人として知られ、彼女が薬物スキャンダルで批判されていた時にも擁護していた。モスを励ますために、スキャンダル発覚直後の06年春夏コレクションのフィナーレで「We Love You Kate」とプリントされたTシャツを着てランウェイに登場した。翌シーズンの秋冬コレクションではホログラム映像でモスを登場させた。

## 私生活
私生活では、2000年夏にパートナーの男性、ジョージ・フォーサイス（George Forsyth)とスペイン、イビザのヨットで結婚式を挙げて注目されたが、当時スペインでは同性同士の結婚が認められていなかったので、結婚は非公認だった。二人は1年後に別れたが、友人として仲が良かった。

## 死去
2010年2月11日朝、グリーンストリートに面した自宅で亡くなっているのを、家政婦によって発見された。満40歳没。死亡の発表は同日の午後に行われた。
マックイーンは母親をロンドン・ファッションウィークの数日前に亡くしていた。タブロイド紙の『ザ・サン』はマックイーンが首吊り自殺をしたと報じたが、これは正確な情報ではなかった。警察は事件性はないと述べたが、自殺であったという正式な発表はしなかった。2010年2月17日ウエストミンスター検死裁判所は、マックイーンの死は窒息、縊死によるものだと発表、2010年4月28日マックイーンの死は公式に自殺と記録された。
アレキサンダー・マックイーンの事務所は公式サイトに「リー・マックイーンの家族に代わって、アレキサンダー・マックイーンの創設者でデザイナーのリー・マックイーンが遺体で発見されたという悲劇のニュースを発表する。我々はショックと悲しみをリーの家族と共有している現段階で、この悲劇のニュースにコメントすることは不適当である。リーの家族はプライバシーを求めた。我々はメディアがこれを尊重することを望む。」という声明を発表した。
2010年2月18日、グッチ・グループCEOのロバート・ポレットはアレキサンダー・マックイーン・ビジネスをその創設者とクリエイティブディレクターなしで継続すると発表した。彼はマックイーンコレクションがパリ・ファッション・ウィークの間、掲示されると付け加えた。
葬儀は2010年2月25日に西ロンドン・ナイツブリッジの聖ポール教会で行われた。
彼の亡き後ブランドとしての「アレキサンダー・マックイーン」は、2010年5月より、当時同ブランドのウイメンズ部門のヘッドデザイナーだったサラ・バートンがメンズ・ウイメンズ両方のクリエイティブ・ディレクターに就任して継続している。

### 波紋
ちょうどノエミ・ルノワールの自殺未遂、キム・ダウルの自殺、アンブローズ・オルセンの自殺、マリー・コールの自殺、ルスラナ・コルシュノワの自殺、リナ・マルランダの自殺、トム・ニコンの自殺など、ファッション界に多発する衝撃的な事件の数々に揺れていた時期の死であった。そうしたことからその死もこれらと同じ文脈で語られることがあった。

## 伝記映画
2018年、イギリスでドキュメンタリー映画『マックイーン：モードの反逆児』（原題:McQueen）が公開された。2019年に日本でも公開。